# Кастеляо (Сеара)
Кастеляо е стадион във Форталеза, Бразилия. Ще бъде един от стадионите домакини на Купата на конфедерациите 2013 и Световното първенство по футбол 2014.

## Купа на конфедерациите 2013
По време на Купата на конфедерациите 2013, стадионът домакинства 3 мача, 2 от груповата фаза и 1 полуфинал.

### Мачове
| дата        | час (UTC-3) | отбор 1  | резултат        | отбор 2 | фаза      | посещаемост |
| ----------- | ----------- | -------- | --------------- | ------- | --------- | ----------- |
| 19 юни 2013 | 16:00       | Бразилия | 2–0             | Мексико | Група A   | 50 791      |
| 23 юни 2013 | 16:00       | Нигерия  | 0–3             | Испания | Група B   | 51 263      |
| 27 юни 2013 | 16:00       | Испания  | 0–0, 7–6 (дуз.) | Италия  | Полуфинал | 56 083      |